# Laufenburg (Baden)
Laufenburg (Baden) – miasto w południowych Niemczech, w kraju związkowym Badenia-Wirtembergia, w rejencji Fryburg, w regionie Hochrhein-Bodensee, w powiecie Waldshut.
Historia Laufenburgu jako niezależnego miasta rozpoczęła się w 1801 roku, kiedy to Napoleon nakazał oddzielić leżące po lewej stronie Renu tereny od cesarstwa. Wskutek tego podziału leżące po obu stronach tej rzeki miasto, z bogatą historią i starą tradycją, przestało istnieć. Po początkowych trudnościach, w 1805 rozwinęło się miasteczko Kleinlaufenburg, które 1 listopada 1930 przyjęło obowiązującą do dziś nazwę. Początkowo liczba ludności wynosiła 275 mieszkańców, dziś jest ich 8 654 (2010).
Budowa linii kolejowych (1853–1856), ale przede wszystkim budowa w latach 1908-1914 elektrowni wodnej Laufenburg, o mocy zainstalowanej 110 MW, spowodowały zmiany nie tylko w obrazie miasta, lecz również w jego sytuacji gospodarczej. Dzięki przyłączeniu do siebie okolicznych miejscowości: Binzgen, Grunholz, Hauenstein, Hochsal, Luttingen, Rhina, Rotzel oraz Stadenhausen, powierzchnia miasta wzrosła do 2 358 ha.